# Parafia Red River
Parafia Red River (ang. Red River Parish) – parafia cywilna w stanie Luizjana w Stanach Zjednoczonych. Obszar całkowity parafii obejmuje powierzchnię 402,34 mil2 (1 042,07 km²). Według danych z 2010 r. parafia miała 9 091 mieszkańców. Parafia powstała w 1871 roku, a jej nazwa pochodzi od rzeki Red River.

## Sąsiednie parafie
- Parafia Bossier (północ)
- Parafia Bienville (północny wschód)
- Parafia Natchitoches (południowy wschód)
- Parafia DeSoto (zachód)
- Parafia Caddo (północny zachód)

## Miasta
- Coushatta

## Wsie
- Edgefield
- Hall Summit
- Martin